# Kohei Miyazaki
Kohei Miyazaki (宮崎 光平, Miyazaki Kohei) est un footballeur japonais né le 6 février 1981. Il évolue au poste de milieu de terrain au Tokushima Vortis.

## Biographie
Kohei Miyazaki commence sa carrière professionnelle au Sanfrecce Hiroshima.
En 2002, il rejoint les rangs de l'Avispa Fukuoka, club où il reste six saisons. Puis en 2008, il s'engage en faveur du Montedio Yamagata, avant d'être transféré au Tokushima Vortis en 2012.
Kohei Miyazaki est vice-champion de J-League 2 en 2005 avec l'Avispa Fukuoka puis en 2008 avec le Montedio Yamagata.